# Kerry Greenwood
Pour les articles homonymes, voir Greenwood.
Kerry Greenwood, née le 17 juin 1954 à Melbourne et morte le 26 mars 2025, est une romancière, dramaturge et solicitor australienne. Elle est l'autrice de nombreuses pièces de théâtre et romans, et tout particulièrement d'une série de romans policiers historiques centrés sur le personnage de Phryne Fisher.
Elle a également publié de la science-fiction, des fictions historiques et des ouvrages de littérature d'enfance et de jeunesse. Elle est décédée le 26 mars 2025,,.

## Biographie
Elle naît à Footscray, une banlieue située à 5 km à l'ouest de Melbourne.
Elle fait des études supérieures en Droit et travaille ensuite comme conseiller à l'aide juridique, puis comme solicitor. Tout en poursuivant sa carrière de légiste, elle se lance, à partir de 1989, dans l'écriture de fictions.
Située en Australie dans les années 1920, sa série policière a comme héroïne la détective aristocrate Phryne Fisher. Après la disparition suspecte de sa jeune sœur et les piétinements de l'enquête, Phryne Fisher devient détective privé. Au volant de sa Hispano-Suiza, armée et dotée d'un aplomb sans pareil, la jeune femme de 28 ans n'hésite pas à infiltrer les cabarets et clubs de jazz plutôt louches de Melbourne. Elle y entraîne souvent à contrecœur l'inspecteur Robinson qui la tire plus d'une fois de situations difficiles, mais elle peut également compter sur Dot, sa femme de chambre, son chauffeur Bert, ainsi que son majordome Butler pour la seconder dans ses enquêtes. Par son atmosphère, la série rappelle l'univers des aventures du Lord Peter Wimsey de Dorothy L. Sayers. Kerry Greenwood compare son héroïne principale, Phryne, à une version féminine de Simon Templar. La série a donné lieu à Miss Fisher enquête (Miss Fisher's Murder Mysteries), une série télévisée australienne, amorcée en 2012, où l'héroïne est incarnée par Essie Davis et le détective Robinson par Nathan Page. Un film, Miss Fisher et le tombeau des larmes, réalisé par Tony Tilse et dans lequel jouent les principaux acteurs de la série qui y reprennent leur rôle, est sorti en 2020 sur les écrans australiens.

## Œuvre

### Romans

#### Série policièrePhryne Fisher
- Cocaine Blues (1989), aussi publié sous les titres Miss Phryne Fisher investigates et Death by Misaventure Publié en français sous le titre Cocaïne et Tralala, traduit par Christine Barbaste, Paris, 10/18. Grands détectives no 3905, 2006  (ISBN 2-264-04295-8)
- Flying Too High (1990) Publié en français sous le titre Trafic de haut vol, traduit par Pascale Haas, Paris, 10/18. Grands détectives no 3906, 2006  (ISBN 2-264-04304-0)
- Murder on the Ballarat Train (1991) Publié en français sous le titre Un train pour Ballarat, traduit par Pascale Haas, Paris, 10/18. Grands détectives no 3993, 2007  (ISBN 978-2-264-04305-4)
- Death at Victoria Dock (1992) Publié en français sous le titre Phryne et les Anarchistes, traduit par Pascale Haas, Paris, 10/18. Grands détectives no 4056, 2007  (ISBN 978-2-264-04504-1)
- The Green Mill Murder (1993) Publié en français sous le titre Crime au Moulin vert, traduit par Pascale Haas, Paris, 10/18. Grands détectives no 4145, 2008  (ISBN 978-2-264-04664-2)
- Blood And Circuses (1994)
- Ruddy Gore (1995)
- Urn Burial (1996)
- Raisins and Almonds (1997)
- Death Before Wicket (1999)
- Away With the Fairies (2001)
- Murder in Montparnasse (2002)
- The Castlemaine Murders (2003)
- Queen of the Flowers (2004)
- Death By Water (2005)
- Murder in the Dark (2006)
- Murder on a Midsummer Night (2008)
- Dead Man's Chest (2010)
- Unnatural Habits (2012) Publié en français sous le titre Plaisirs criminels, traduit par Sophie Guyon, Saint-Victor-d'Épine, City, 2014  (ISBN 978-2-8246-0495-4)
- Murder and Mendelssohn (2013) Publié en français sous le titre Meurtre en musique, traduit par Jean-Noël Chatain, Saint-Victor-d'Épine, City, 2014  (ISBN 978-2-8246-0400-8)
- Death in Daylesford (2021)

#### Série policièreCorinna Chapman
- Earthly Delights (2004)
- Heavenly Pleasures (2005)
- Devil's Food (2006)
- Trick or Treat (2007)
- Forbidden Fruit (2009)
- Cooking the Books (2011)
- The Spotted Dog (2019)

#### SérieDelphic Women
- Cassandra (1995)
- Electra (1996)
- Medea (1997)

#### SérieStormbringer
- Rat and the Raven (2005)
- Lightning Nest (2006)
- Raven's Rising (2005)

#### Autres romans
- The Wandering Icon (1992)
- The Childstone Cycle (1994)
- Quest (1996)
- The Broken Wheel (1996)
- Whaleroad (1996)
- Cave Rats (1997)
- Feral (1998)
- Alien Invasions (2000), en collaboration avec Shannah Jay et Lucy Sussex
- A different sort of real: the diary of Charlotte McKenzie, Melbourne 1918–1919 (2001), réédité sous le titre The Deadly Flu en 2012
- The Three-Pronged Dagger (2002)
- Danger Do Not Enter (2003)
- The Long Walk (2004)
- Journey to Eureka (2005)
- Out of the Black Land (2010)
- Evan's Gallipoli (2013)

### Recueils de nouvelles

#### Série policièrePhryne Fisher
- A Question of Death (2008)

#### Autres recueils de nouvelles
- Recipes for Crime (1995), en collaboration avec Jenny Pausacker
- Dreaming Down-Under (1998), recueil collectif
- Salmacis/Jetsam (2013)

### Autres publications
- On Murder (2000)
- A Different Sort of Real: the Diary of Charlotte McKenzie, Melbourne 1918–1919 (2001)
- On Murder 2 (2002)
- Tamam Shud: The Somerton Man Mystery (2012)

## Adaptations
- 2012 : Miss Fisher enquête (Miss Fisher's Murder Mysteries), série télévisée australienne adaptée de Phryne Fisher Historical Mysteries, créée par Deb Cox et Fiona Eagger

## Prix et distinctions

### Prix
- Prix Ned Kelly Lifetime Achievement 2003[8]

### Nominations
- Prix Ned-Kelly 2000 du meilleur roman pour Death Before Wicket[8]
- Prix Ned-Kelly 2003 du meilleur roman pour Murder in Montparnasse[8]
- Prix Ned-Kelly 2004 du meilleur roman pour Earthly Delights[8]
- Prix Ned-Kelly 2004 du meilleur roman pour The Castlemaine Murders[8]
- Prix Ned-Kelly 2005 du meilleur roman pour Queen of the Flowers[8]
- Prix Ned-Kelly 2005 du meilleur roman pour Heavenly Pleasures[8]
- Prix Ned-Kelly 2019 du meilleur roman pour The Spotted Dog[8]